# Björn Mulik
Björn Mulik (* 8. April 1972 in Frankfurt am Main; bürgerlicher Name Björn Pistis) ist ein DJ, Musiker, Produzent und Labelbetreiber.

## Leben und Musik-Tätigkeit
Mitte der 1980er begann Björn Mulik mit dem DJing. Seine erste Residenz als DJ war im „Bubbles“ in Nairobi (Kenia). Dort gewann er die All-Kenyan-DJ-Competition, die auf dem nationalen Sender KTN übertragen wird. Anfang der 1990er Jahre wurden erste Musikproduktionen veröffentlicht. 
Bekannt wurde Björn Mulik durch seine langjährige DJ-Residenz (1993–2000) in der Diskothek Dorian Gray am Frankfurter Flughafen, durch Remixe mit Charterfolg (u. a. LDC - Daydream, Intermission - Honesty, Turbo B. - I’m Not Dead, Loft - Summer Summer) sowie seine Musikproduktionen (Mirah - Dirty Games, Scuba - Barotrauma, Mulix - The Sign, Mulik & Maniac - Waves In My Soul etc.). 
Er trug maßgeblich zur Verbreitung und Förderung elektronischer Tanzmusik bei und ist einer der frühen Wegbereiter des Genre Tech House in Deutschland. Auftritte auf großen Festivals wie der Love Parade in Berlin oder der Street Parade in Zürich sowie in der Hr3 clubnight und nicht zuletzt sein Mitwirken bei der Dorian Gray CD verewigen ihn in der Riege der DJs elektronischer Musik.
2006 gründete er mit seinem Partner Norman Lorch das Label Royal Biscuit. Das Label bildet ein Netzwerk zwischen Künstlern verschiedener Genres aus ganz Europa.